# Гілфорд (переписна місцевість, Мен)
Гілфорд (англ. Guilford) — переписна місцевість (CDP) в США, в окрузі Піскатаквіс штату Мен. Населення — 740 осіб (2020).

## Географія
Гілфорд розташований за координатами 45°10′43″ пн. ш. 69°23′42″ зх. д. / 45.17861° пн. ш. 69.39500° зх. д. (45.178621, -69.395037).  За даними Бюро перепису населення США в 2010 році переписна місцевість мала площу 5,10 км², з яких 4,97 км² — суходіл та 0,14 км² — водойми.

## Демографія
Згідно з переписом 2010 року, у переписній місцевості мешкали 903 особи в 426 домогосподарствах у складі 240 родин. Густота населення становила 177 осіб/км².  Було 491 помешкання (96/км²).
Расовий склад населення:
| - 96,3 % — білих - 1,0 % — азіатів - 0,3 % — корінних американців - 0,1 % — вихідців з тихоокеанських островів - 0,1 % — чорних або афроамериканців |

До двох чи більше рас належало 1,8 %. Частка іспаномовних становила 0,7 % від усіх жителів.
За віковим діапазоном населення розподілялося таким чином: 19,2 % — особи молодші 18 років, 58,4 % — особи у віці 18—64 років, 22,4 % — особи у віці 65 років та старші. Медіана віку мешканця становила 44,6 року. На 100 осіб жіночої статі у переписній місцевості припадало 84,7 чоловіків;  на 100 жінок у віці від 18 років та старших — 81,6 чоловіків також старших 18 років.
Середній дохід на одне домашнє господарство  становив 40 130 доларів США (медіана — 31 550), а середній дохід на одну сім'ю — 43 550 доларів (медіана — 41 042). Медіана доходів становила 28 553 долари для чоловіків та 27 500 доларів для жінок. За межею бідності перебувало 25,8 % осіб, у тому числі 34,2 % дітей у віці до 18 років та 7,0 % осіб у віці 65 років та старших.
Цивільне працевлаштоване населення становило 376 осіб. Основні галузі зайнятості: виробництво — 46,3 %, освіта, охорона здоров'я та соціальна допомога — 17,0 %, роздрібна торгівля — 12,5 %.